# Phalacrus apicipennis
Phalacrus apicipennis là một loài bọ cánh cứng trong họ Phalacridae. Loài này được Brèthes miêu tả khoa học năm 1924.